# Proletarisch internationalisme
Proletarisch internationalisme is de socialistische beweging die zich afzette tegen het nationalisme dat in de 19e eeuw een sterk in opkomst zijnde ideologie was. De leidende gedachte hierachter was dat dit nationalisme de internationale arbeidersklasse zou verdelen en de arbeiders in diverse landen tegen elkaar uit zou spelen.
Het proletarisch internationalisme werd kernachtig geformuleerd aan het slot van het door Karl Marx en Friedrich Engels in 1848 gepubliceerde Communistisch Manifest met de leuze:
Proletariërs aller landen, verenigt U!
Dit alles leidde tot de oprichting van de socialistische Eerste Internationale in 1864. Deze beweging was geen succes, ten gevolge van felle ruzies tussen diverse stromingen, met de Marxisten en Anarchisten als de belangrijkste tegenpolen.
In 1889 werd dan de Tweede Internationale opgericht, nu zonder anarchisten. Ook deze beweging kenmerkte zich door een richtingenstrijd, waarin het proletarisch internationalisme een rol speelde. De tegenpolen waren het sociaal-reformisme, waaruit zich later de sociaaldemocratie zou ontwikkelen, en een revolutionaire stroming, waaruit het communisme zou voortvloeien. Belangrijke twistpunten waren onder meer: de houding ten opzichte van het kolonialisme en de houding ten opzichte van oorlogen tussen diverse Europese naties. Met name de reformisten namen in deze vraagstukken een dubbelhartige positie in, wat zich ontlaadde toen, in de jaren voorafgaand aan 1914, de Eerste Wereldoorlog op uitbreken stond.
De revolutionairen wilden deze voorkomen door de werkende klasse te wijzen op het gemeenschappelijk belang van de arbeiders in alle landen en op het onderdrukkende karakter van de natie-staat. De reformisten stemden in het algemeen in met de mobilisatie en steunden de oorlogsvoorbereiding. Dit leidde tot scheuringen in de socialistische partijen. Toen nu in 1917 in Rusland de oktoberrevolutie uitbrak, begroetten met name de revolutionairen in diverse landen deze ontwikkeling van harte. Het leidde tot de oprichting van de Derde Internationale in 1919. De linkse socialisten gingen zich Communisten noemen en velen dachten dat ook in de geïndustrialiseerde landen de wereldrevolutie nakende was.

## Socialisme in één land
Nu was echter de Sovjet-Unie ontstaan en dit land had, evenals andere Europese landen, nationale belangen. In het begin, als land in opbouw, werden hoopvolle verwachtingen gekoesterd en waren velen solidair met de ontwikkelingen aldaar. Geleidelijk echter werd duidelijk dat ook in dit land onderdrukking plaatsvond. Dit werd bijzonder manifest toen in 1928 Jozef Stalin de macht in handen kreeg. Steeds meer werd de Derde Internationale tot een instrument voor de buitenlandse politiek van de Sovjet-Unie, ook als deze indruiste tegen de belangen van de bevolking elders. In het Sovjet-Unie tekende zich een felle machtsstrijd af waarbij mensen met afwijkende meningen via showprocessen werden geliquideerd dan wel het land tijdig konden ontvluchten. Hier speelde vooral de tegenstelling tussen de volgelingen van Leon Trotski, die een internationale wereldrevolutie propageerde, en Stalin, die de theorie van socialisme in één land propageerde.
Trotski moest vluchten in 1929 en werd in het buitenland, in opdracht van Stalin, vermoord in 1940. In 1938 richtte hij de Vierde Internationale op, die ook tegenwoordig nog bestaat maar, mede door de interne verdeeldheid ervan, slechts een bescheiden rol speelt. Deze Vierde Internationale legde zeer sterk de nadruk op het proletarisch internationalisme, dat in de laatste decennia van de 20e eeuw geleidelijk aan ínternationale solidariteit ging heten, een begrip dat ook door tal van niet-socialistische organisaties zou worden gehanteerd. Van de Vierde Internationale stamt de leuze:
Hun strijd, onze strijd. Internationale solidariteit!
De communisten daarentegen, die in menig land een aanzienlijke organisatie op de been hadden gebracht, stonden sterk onder invloed van de Sovjet-Unie, wat zich uitte in de jaren waarin het voorspel van de Tweede Wereldoorlog plaatsvond. Met name het Molotov-Ribbentroppact uit 1939 tussen Hitler en Stalin, leidde tot een fatale vertraging van het verzet tegen het opkomende nazisme en fascisme. Ook de felle richtingenstrijd tussen sociaaldemocratie en communisme zorgde voor veel schade. De druk vanuit de Sovjet-Unie viel uiteraard weg toen Hitler op 22 juni 1941 dit land binnenviel. Veel communisten hebben vervolgens een aanzienlijke bijdrage aan het verzet geleverd.

## Internationale solidariteit
Na de bevrijding werd in 1945 de Conferentie van Jalta gehouden, waarbij Europa verdeeld werd in een westerse en een Sovjet-invloedssfeer. Hier werd de Comintern door de Sovjet-Unie gebruikt om haar greep op de Oost-Europese landen te verstevigen.
De communistische partijen in veel West-Europese landen kwamen sterk uit de Tweede Wereldoorlog tevoorschijn, maar de Koude Oorlog zorgde ervoor dat zij in de pers als agenten van de Sovjet-Unie werden afgeschilderd, hoewel vele van deze partijen een eigenzinnige koers gingen varen. In de jaren zeventig van de 20e eeuw werd bijvoorbeeld vanuit Italië, het Eurocommunisme ontwikkeld.
De internationale solidariteit uitte zich nu met name in het ondersteunen van het verzet tegen koloniale en imperialistische oorlogen, zoals die van Nederland tegen Indonesië, die van Frankrijk en later die van de Verenigde Staten tegen Indochina, die van Portugal tegen Angola en Mozambique, en de staatsgreep van Pinochet in Chili. Dit verzet was uiteraard veel breder dan dat van communistische partijen alleen.
Door de relatieve welvaart in de wederopbouwperiode, de Koude-Oorlogspropaganda, de rigide houding binnen de communistische partijen - het principe van Democratisch centralisme -, onderlinge rivaliteit van splintergroepen, waarbij de invloed van de Chinese Volksrepubliek en zelfs Albanië niet moet worden vergeten, en de verandering van samenstelling in de werkende klasse, waarbij de klassieke fabrieksarbeider zo goed als verdween, slonken de communistische partijen in de geïndustrialiseerde wereld, en uiteindelijk hielden ze op te bestaan - evenals de Sovjet-Unie, waar zich de perestrojka voltrok en die in 1991 uiteenviel.
Ze zijn opgegaan in bredere verbanden, zoals de linkse sociaaldemocraten en de Groenen. Slechts enkele splintergroeperingen bleven bestaan. Het principe van internationale solidariteit heeft, mede door de toenemende globalisering, niet aan betekenis ingeboet, al wordt het tegenwoordig gedragen door een veel bredere beweging dan communisten of socialisten alleen, en heeft het ook een andere en bredere inhoud gekregen, welke onder meer ontwikkelingssamenwerking omvat.